# Староглушинка
Староглу́шинка (рос. Староглушинка) — село у складі Зоринського району Алтайського краю, Росія. Входить до складу Гоношихинської сільської ради.

## Населення
Населення — 218 осіб (2010; 251 у 2002).
Національний склад (станом на 2002 рік):
- росіяни — 95 %